# Gnathophis andriashevi
Gnathophis andriashevi és una espècie de peix pertanyent a la família dels còngrids.

## Descripció
- La femella pot arribar a fer 36,5 cm de llargària màxima.
- Nombre de vèrtebres: 139-142.
- 224 radis tous a l'aleta dorsal.
- 175 radis tous a l'aleta anal.[5]

## Hàbitat
És un peix marí i batidemersal que viu entre 260 i 330 m de fondària.

## Distribució geogràfica
Es troba al Pacífic sud-oriental: Xile.

## Observacions
És inofensiu per als humans.